# Einstreifiger Trockenrasenspanner

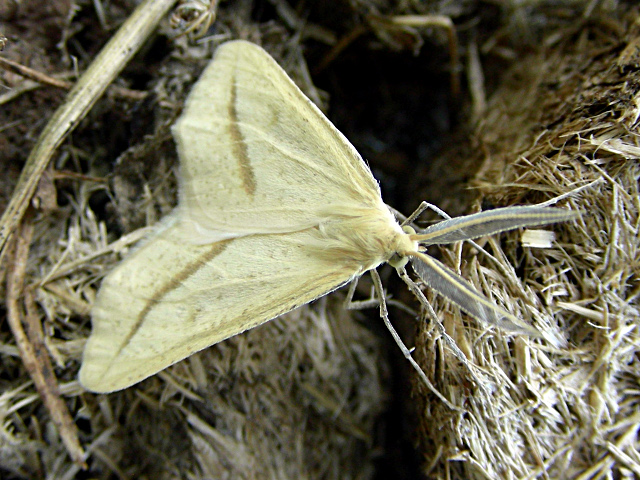
Ockergelbe Farbvariante

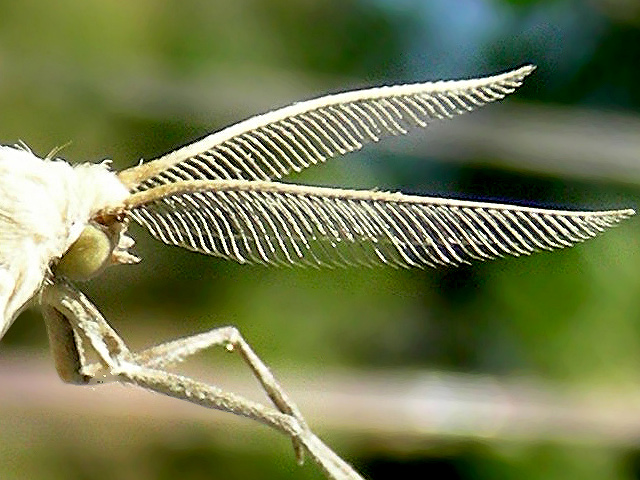
Detailansicht der Fühler eines Männchens

Der Einstreifige Trockenrasenspanner  (Aspitates gilvaria) ist ein Schmetterling aus der Familie der Spanner (Geometridae). Der Artname leitet sich von dem lateinischen Wort gilvus mit der Bedeutung „gelb“ ab und bezieht sich auf die Grundfarbe der Falter.

## Merkmale

### Falter
Die Falter erreichen eine Flügelspannweite von 26 bis 32 Millimetern. Die Farbe der Vorderflügeloberfläche variiert von strohgelb bis zu cremefarben und zeigt eine schwache bräunliche Bestäubung. Eine im Apex beginnende und schräg zum Innenrand verlaufende äußere Querlinie hebt sich bräunlich ab. Ein sehr kleiner Diskalfleck hat ebenfalls eine bräunliche Farbe. Die Hinterflügeloberseite ist zeichnungsarm weißgelb gefärbt und mit einem schwachen Mittelpunkt sowie einer undeutlichen, von der Unterseite durchscheinenden grauen Querlinie versehen. Die Fühler der Männchen sind gekämmt, diejenigen der Weibchen kurz gezähnt.

### Ei
Das Ei hat zunächst eine hellgrüne Farbe, die sich über rötlich gelb bis zu grau kurz vor dem Schlüpfen der Raupen wandelt. Pol und Eiboden sind orangefarben. Die Oberfläche ist mit etwa 50 Längsrippen überzogen. Die Mikropylrosette ist zehn- bis elfblättrig und von einem großmaschigen Netzwerk umgeben.

### Raupe
Ausgewachsene Raupen sind zeichnungsarm gelbbraun bis dunkelbraun gefärbt, und auf der Bauchseite leicht aufgehellt. Sie besitzen zwei als Paraprokt bezeichnete Analspitzen.

### Ähnliche Arten
Die Falter von Aspitates ochrearia unterscheiden sich durch eine zusätzliche dünne graue innere Querlinie auf der Vorderflügeloberseite.

## Verbreitung und Lebensraum
Das Verbreitungsgebiet des Einstreifigen Trockenrasenspanners erstreckt sich von der Iberischen Halbinsel über West- und Mitteleuropa bis nach Russland sowie durch den Mittelmeerraum bis ins Schwarzmeergebiet und zum Kaukasus. Die Art ist in Finnland und in den Baltischen Staaten durch die Unterart Aspitates gilvaria fenica (Fuchs 1899), in Irland durch Aspitates gilvaria burrenensis Cockayne, 1951 sowie in Zentralasien und Sibirien durch Aspitates gilvaria orientaria (Alphéraky, 1892) vertreten. Hauptlebensraum sind warme Hänge, Heidegebiete, Feldraine sowie verlassene Steinbrüche. Im Gebirge steigt die Art bis in Höhen von 1000 Metern.

## Lebensweise
Die Falter sind tag- und nachtaktiv. Sie fliegen in einer Generation von Ende Juni bis Anfang September. Nachts erscheinen sie an künstlichen Lichtquellen. Die Raupen ernähren sich polyphag von einer Vielzahl verschiedener Pflanzenarten. Sie überwintern im Jugendstadium und sind im Juni des folgenden Jahres ausgewachsen.